# Wapen van Zwollerkerspel

Het wapen van Zwollerkerspel

Het wapen van Zwollerkerspel werd op 1 november 1898 per Koninklijk Besluit door de Hoge Raad van Adel aan de Overijsselse gemeente Zwollerkerspel toegekend. Vanaf 1 augustus 1967 is het wapen niet langer als gemeentewapen in gebruik omdat de gemeente Zwollerkerspel verdeeld werd over de gemeenten Genemuiden, Hasselt, Heino, IJsselmuiden en Zwolle. In het wapen van Nieuwleusen is het wapen van Zwollerkerspel opgenomen omdat een deel van de gemeente Zwollerkerspel bij de vorming van gemeente Nieuwleusen in 1818 was betrokken.

## Blazoenering
De blazoenering van het wapen luidt als volgt:
In zilver een kruis van azuur.

## Verklaring

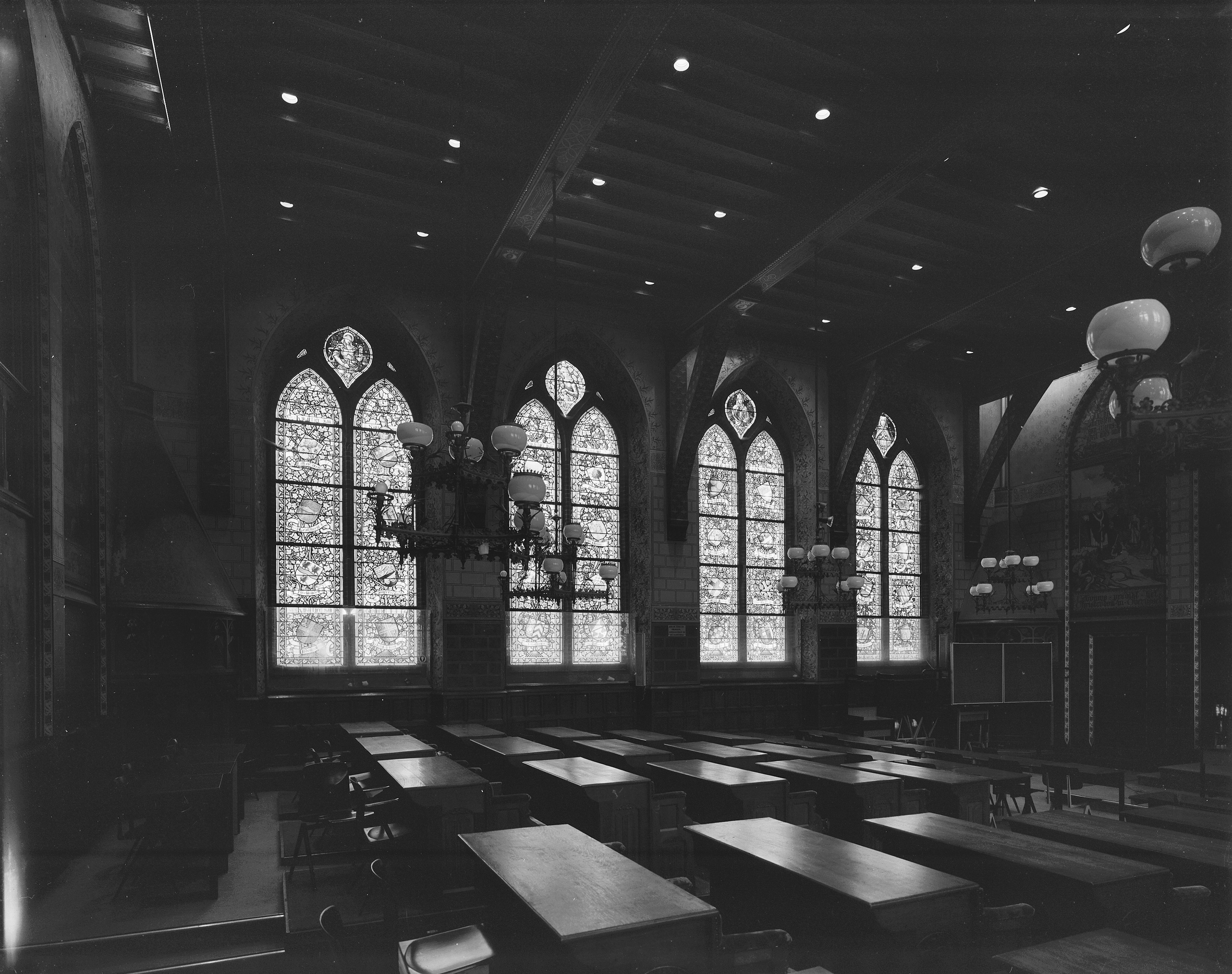
De glas in loodramen in het voormalige provinciehuis in Zwolle

De bouw van een nieuwe vergaderzaal voor de Staten van Overijssel eind 19e eeuw, waarin wapens van gemeenten opgenomen zouden worden in de ramen, leidde tot een (formele) aanvraag van een eigen wapen. Het verleende wapen is afgeleid van dat van Zwolle: de kleuren in het schild zijn verwisseld en het wapen heeft geen kroon of schildhouders.

## Verwante wapens

Wapen van Zwolle van 1819
Wapen van Nieuwleusen van 1899
Wapen van Nieuwleusen van 1954

Ambt Almelo
· Ambt Delden
· Ambt Hardenberg
· Ambt Ommen
· Ambt Vollenhove
· Avereest
· Bathmen
· Blankenham
· Blokzijl
· Brederwiede
· Den Ham
· Denekamp
· Diepenheim
· Diepenveen
· Genemuiden
· Giethoorn
· Goor
· Grafhorst
· Gramsbergen
· Hasselt
· Heino
· Holten
· IJsselham
· IJsselmuiden
· Kamperveen
· Kuinre
· Lonneker
· Markelo
· Nieuwleusen
· Noordoostpolder
· Oldemarkt
· Olst
· Ootmarsum
· Rijssen
· Stad Almelo
· Stad Delden
· Stad Hardenberg
· Stad Ommen
· Stad Vollenhove
· Steenwijk
· Steenwijkerwold
· Urk
· Vollenhove
· Vriezenveen
· Wanneperveen
· Weerselo
· Wijhe
· Wilsum
· Zalk en Veecaten
· Zwartsluis
· Zwollerkerspel